# Siegfried Bing
Pour les articles homonymes, voir Bing.
Siegfried Bing, dit improprement Samuel Bing, né à Hambourg le 26 février 1838 et mort à Vaucresson le 6 septembre 1905, est un marchand d'art, collectionneur, critique d'art et mécène français d'origine allemande.

## Biographie
Deuxième fils de Frédérique Renner (1811-1893), Siegfried Bing arrive en France en 1854, rejoignant son père, Jacob Bing (1798-1868), fabricant de porcelaine originaire de Hambourg et installé 12 rue Martel ; il employait une centaine de personnes sous la raison sociale Bing & Renner.
Mentionné comme « marchand de porcelaine » en étant autorisé à jouir des droits civiques français le 15 avril 1869, Siegfried Bing reprend l’entreprise de son père en s'associant en 1863 avec Jean-Baptiste Leullier sous la raison sociale Leullier Fils & Bing, société primée lors de l'exposition universelle de 1867. En 1868, il se marie avec une cousine nommée Johanna Baer (1847-1882), le couple a quatre enfants, dont le futur joaillier Marcel Bing (13 octobre 1875 - 10 octobre 1920).
Après la guerre de 1870-1871 durant laquelle il trouve refuge à Bruxelles, il entreprend une série de voyages en Chine, au Japon, en Inde, et fait venir en Europe un nombre important d'objets, composant des catalogues de ventes fort documentés ; il est aidé par son frère Auguste Heinrich Bing (1852-1918) qui développe un comptoir d'exportation à Yokohama. Après la mort de son frère aîné en 1873, devenu chef de la famille, Siegfried se dit « négociant en porcelaines, objets d'art du Japon et de la Chine ». En 1874, il ouvre un commerce parisien de ventes d'objets artisanaux luxueux venus d’extrême-orient au 19 rue Chauchat, à l'angle de la rue de Provence, qu'il baptise Fantaisies japonaises. 
Il est naturalisé français le 11 décembre 1876, son prénom est alors francisé en « Sigefroy ». Il découvre aussi les productions du mouvement Arts & Crafts et noue des liens avec des importateurs britanniques. 
Entre 1884 et 1888, il fait agrandir ses locaux qui ouvrent désormais 22 rue de Provence, participant activement à la diffusion du japonisme mais pas seulement : des artistes comme Edvard Munch, Antonio de La Gandara, Édouard Vuillard, Maurice Denis, Camille Claudel, Paul Signac exposent chez lui, en général des lithographies et des dessins. Il reçoit également la visite de Paul Gauguin ou Vincent van Gogh (son frère Théo est représentant de Goupil & Cie, en affaire avec Bing). L'Art japonais est un lieu où se rencontrent beaucoup de critiques d'art et de jeunes peintres, un lieu ouvert à la modernité et à l'exotisme. Bing publie une revue, Le Japon artistique, notamment lue par les Nabis et Gustav Klimt.
En 1888, L'Art japonais présente une exposition sur l'histoire de la gravure au Japon, et s'offre une section dédiée lors de la 3e exposition internationale de blanc et noir. En 1890, grâce aux collections de ses amis, il organise à l’École des beaux-arts de Paris, une exposition de 760 estampes japonaises. Par ailleurs, il est nommé expert lors des ventes successorales des collections japonaises de Philippe Burty, Edmond de Goncourt ou encore celle de Charles Gillot.
En juillet 1890, il est fait chevalier de la Légion d'honneur en tant que « directeur de l'Art japonais », sous le parrainage de Charles Firmin-Gillot.
En 1894, il est commissionné par le directeur des Beaux-Arts à Paris, Henry Roujon, pour établir un rapport sur l'état de l'art en Amérique. À son retour des États-Unis, où il découvre Louis Comfort Tiffany, les résultats de son enquête paraissent en 1896 sous le titre La culture artistique en Amérique.

### La Maison de l'Art nouveau

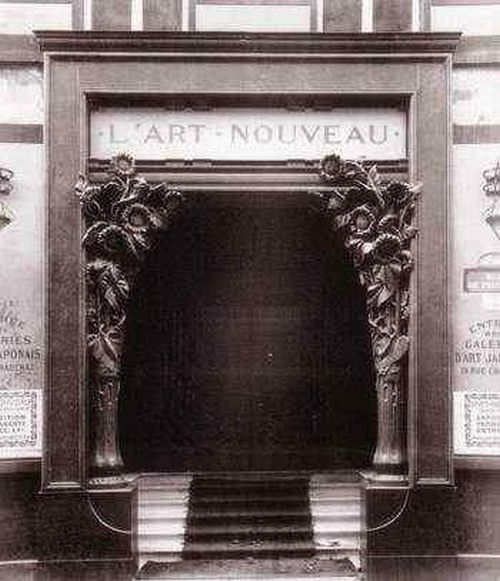
Entrées des galeries Bing, et ses tournesols sculptées par Camille Lefèvre (1895)

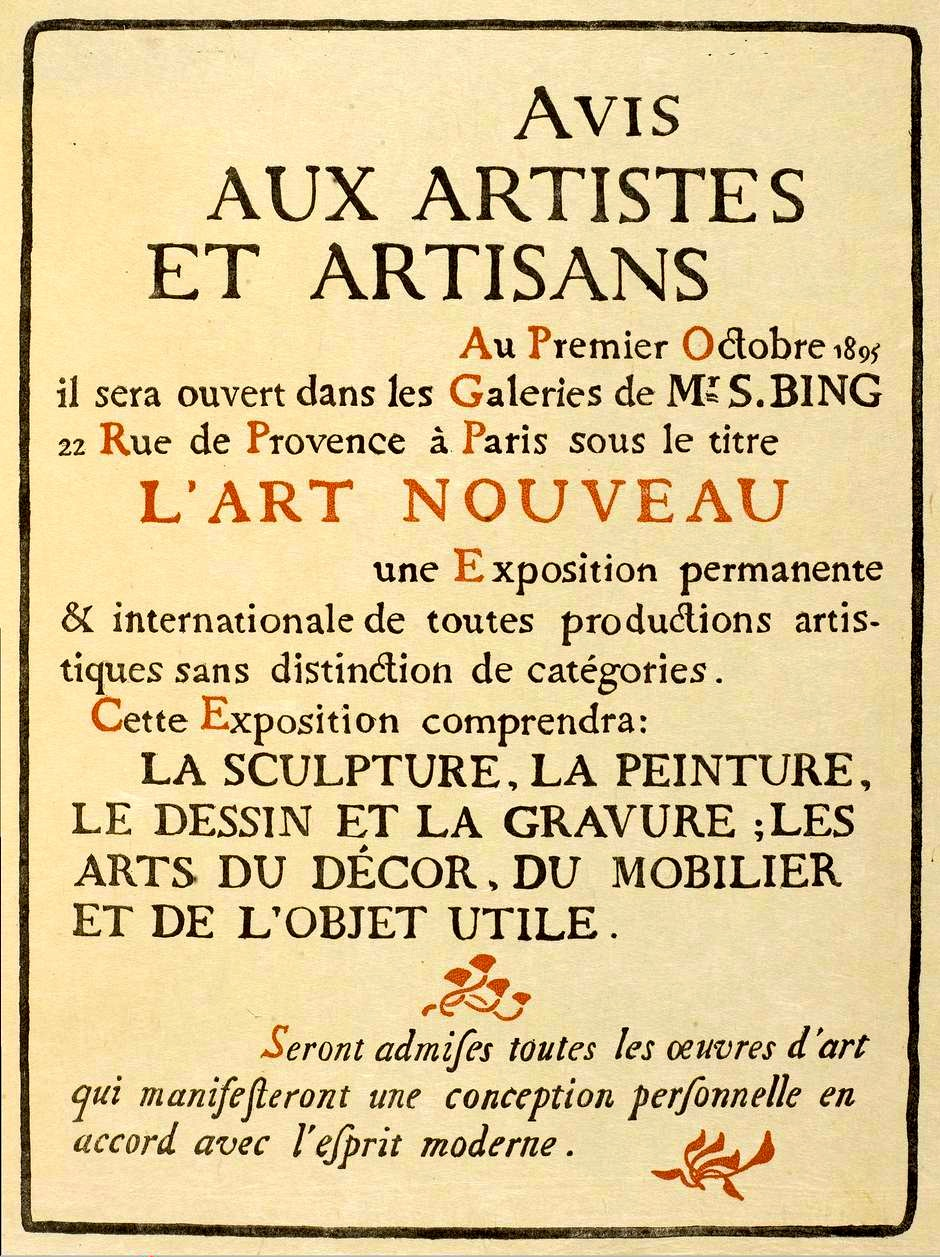
Art nouveau, affiche pour les galeries de Siegfried Bing (1895).

Principal négociant en art japonais au moment de son apogée sur Paris, lors d'une visite à la villa d'Henry Van de Velde à Bruxelles, Bing prend conscience de l'importance du renouveau artistique en cours.
Après d'importants travaux, Il choisit de transformer « l'hôtel Bing » en un grand espace d'exposition-vente qu'il inaugure le 28 décembre 1895 : auparavant, c'est la première exposition, en octobre, qui révèle au public l'Art nouveau. Les locaux sont désormais ouverts au 22 de la rue de Provence et rebaptisés Maison de l'Art nouveau (« Maison Bing ») : sur deux niveaux, sont exposées des œuvres d'artistes. Ce lieu est à l'origine du nom du mouvement Art nouveau, Bing s'inspirant sans doute d'articles parus dans la revue belge L'Art moderne (fondée en 1881). 
Il réunit, à travers différentes salles, à la fois un atelier de création, un lieu d'exposition temporaire et une boutique pour diffuser les meubles de Van de Velde, Édouard Colonna, de Georges de Feure, Eugène Gaillard, les bijoux de Morren et Lalique, la verrerie de Louis Comfort Tiffany et Gallé, la céramique de Finch, les panneaux décoratifs d'Albert Besnard, Édouard Vuillard, Paul Ranson, Maurice Denis. Parmi les nouveaux décors de la galerie d'art commandés à plusieurs artistes, le vitrail Au Nouveau Cirque, Papa Chrysanthème dessiné par Henri de Toulouse Lautrec est réalisé par Louis Comfort Tiffany dont Bing est le représentant en France pour les bronzes, les céramiques, les bijoux, les tissus d'ameublement et les verreries d'art ; tandis que ce dernier lui rend la politesse aux États-Unis.
C'est ce support d'artistes, de décorateurs et de sculpteurs qui lui permet d'avoir un pavillon à l'exposition universelle de Paris en 1900 : appelé la maison de « l'Art Nouveau Bing », il fut conçu par Georges de Feure soit quatre panneaux vitrés servant de fenêtres et représentant des élégantes. Des commandes de musées suivirent. En 1902, il participe à la première exposition internationale consacrée aux arts décoratifs (Turin).
Moins à cause de difficultés financières que pour raisons de santé, Siegfried Bing se retire du négoce en 1904, transmet son fonds à son fils Marcel, qui, en association avec Louis Majorelle, va faire des lieux un nouveau salon d'exposition temporaire ; plus tard, les objets d'art japonais sont revendus à la galerie Durand-Ruel, mais une partie des collections fut offerte en donation au musée des arts décoratifs de Paris (1908).
Très active, la Société des amis de l'Art japonais, fondée par Siegfried Bing et Charles Gillot, fut dirigée par Henri Vever durant les années 1920. Celui-ci fit appel à Maurice Feuillet pour la conception des programmes et des menus, à raison de cinq à six réunions par an.
Siegfried Bing est inhumé au cimetière du Père-Lachaise (7e division).

## Citations
- « Ces conversations aristocratiques avaient du reste, chez Mme de Guermantes, le charme de se tenir dans un excellent français. À cause de cela elles rendaient légitime, de la part de la duchesse, son hilarité devant les mots « vatique », « cosmique », « pythique », « suréminent », qu’employait Saint-Loup, — de même que devant ses meubles de chez Bing. »

Marcel Proust, À la recherche du temps perdu, tome III, p. 386.

## Expositions

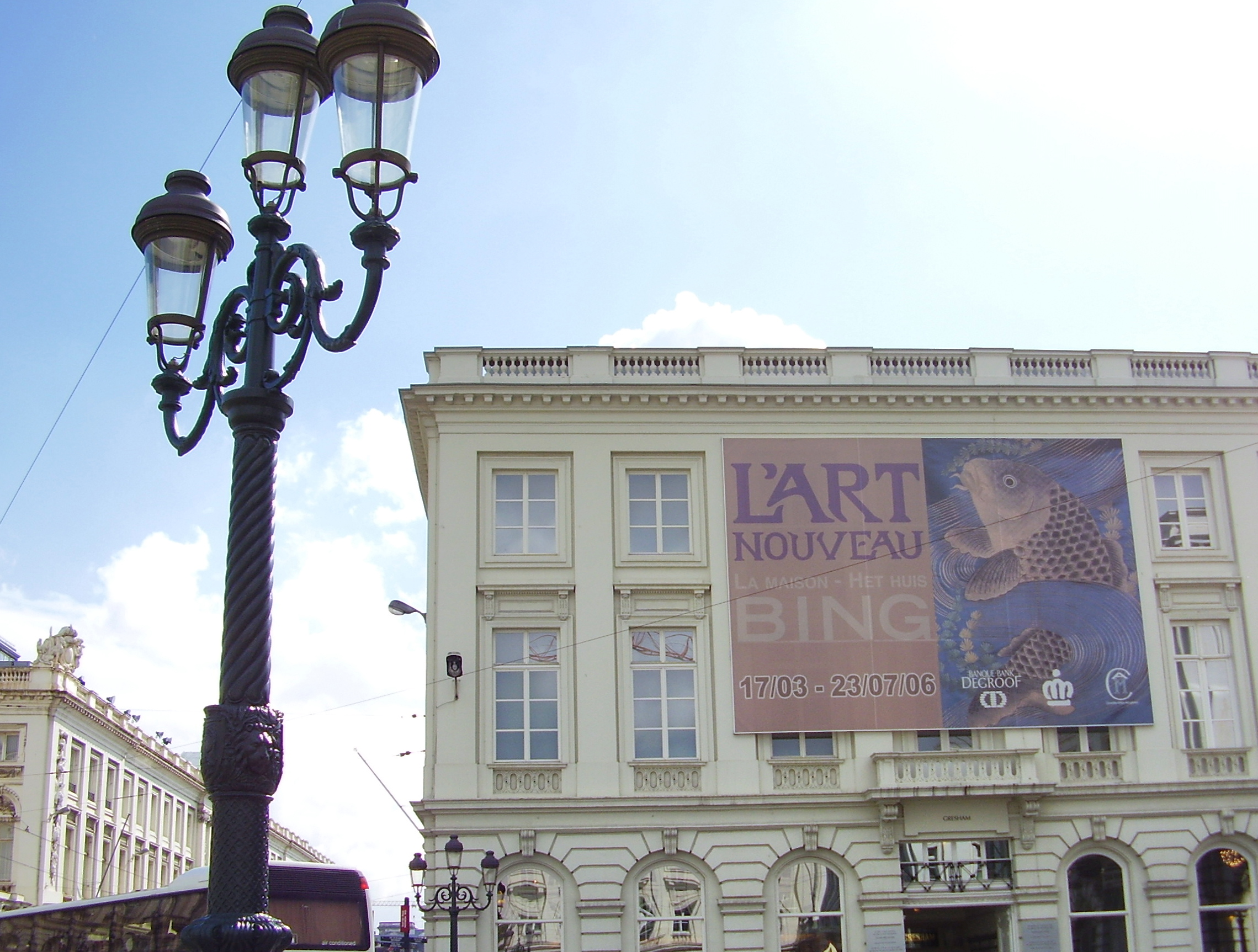
Exposition La Maison Bing - L'Art nouveau Bruxelles

- En 2006, une exposition itinérante (Amsterdam, Barcelone, Bruxelles) lui est consacrée. L'Art nouveau - La maison Bing retrace les origines de l'Art nouveau en France[14].

### Sites internet
- Samuel Bing sur le site leverreetlecristal.wordpress.com
- Le Japonisme – Les cercles et réunions d’amateurs d’art japonais, sur le site ccfjt.com
- Japonisme et collectionneurs : Réseaux d’amateurs dans le Paris de la seconde moitié du XIXe siècle, par Angélique Saadoun, sur le site 124revue.hypotheses.org
- Le Japonisme, par G.P Weisberg, sur le site persee.fr

### Bases de données
- Ressources relatives aux beaux-arts :   - British Museum
  - Grove Art Online
  - Musée d'Orsay
  - RKDartists
  - Union List of Artist Names
- Ressource relative à la vie publique :   - base Léonore
- Notices dans des dictionnaires ou encyclopédies généralistes :   - Britannica
  - Deutsche Biographie
  - Gran Enciclopèdia Catalana
- Notices d'autorité :   - VIAF
  - ISNI
  - BnF (données)
  - IdRef
  - LCCN
  - GND
  - Italie
  - Japon
  - CiNii
  - Espagne
  - Belgique
  - Pays-Bas
  - Pologne
  - Israël
  - NUKAT
  - WorldCat